# Parafia Wniebowzięcia Najświętszej Maryi Panny w Lubawce
Parafia Wniebowzięcia Najświętszej Maryi Panny w Lubawce – parafia rzymskokatolicka w Lubawce, w dekanacie Kamienna Góra Zachód w diecezji legnickiej. Proboszczem parafii od 2023 r. jest ks. Tomasz Aszurkiewicz.

## Historia

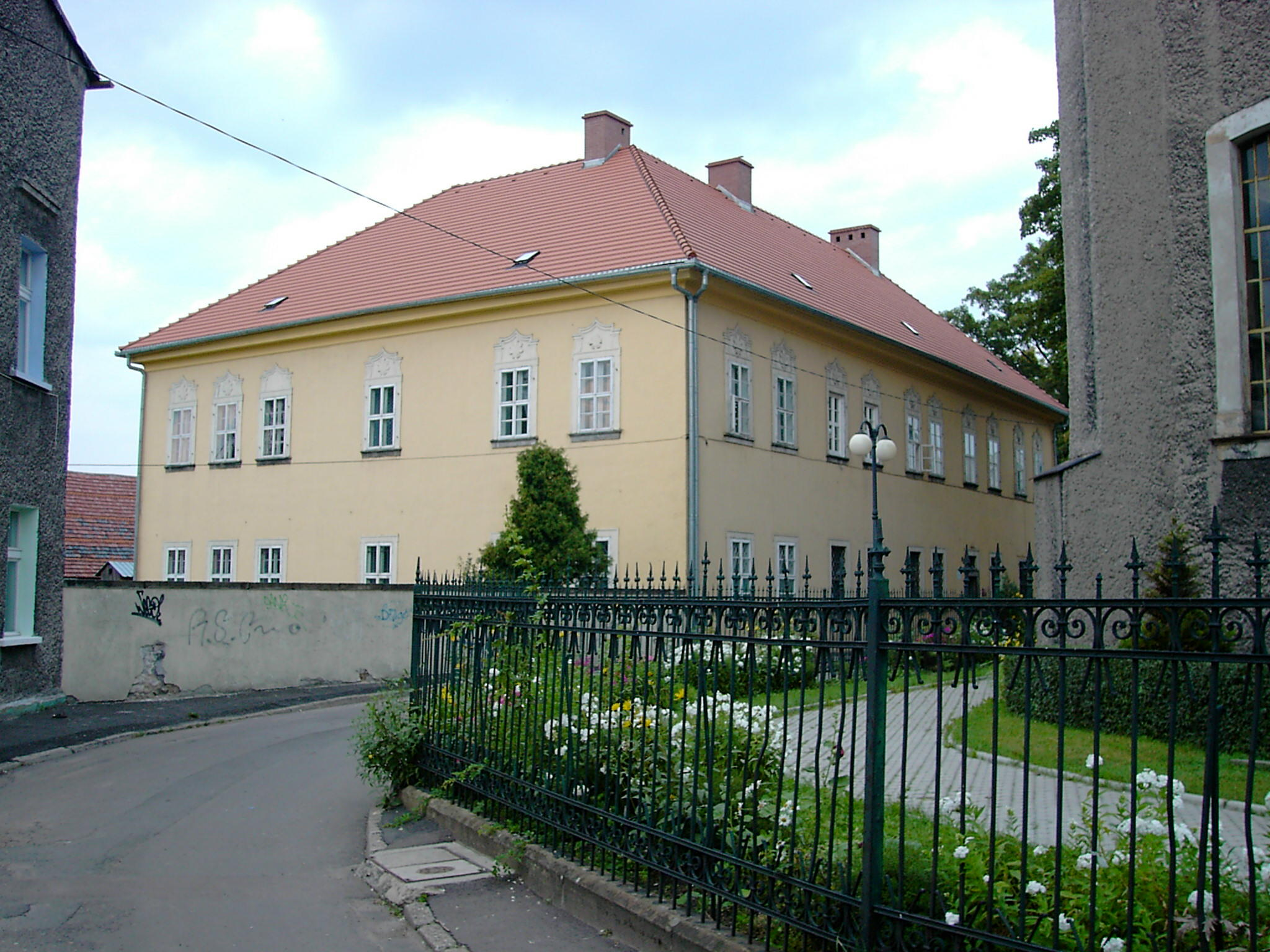
Plebania

Powstanie parafii datowane jest na rok 1301, zaś pierwsze wzmianki o kościele pochodzą z roku 1292. Pierwszy kościół wybudowano tu ok. 1300 r., obecny, barokowy pochodzi z 1609–1615. W 1735 r. dano nowe sklepienie i absydę. Miasto należało do 1810 r. do opactwa w Krzeszowie. Lubawka stanowiła silny ośrodek katolików. W pierwszych latach XX w. w Lubawce było więcej katolików niż w Kamiennej Górze.
Do parafii należą wierni z miasta Lubawka, oraz z wsi: Bukówka, Błażkowa, Szczepanów i Stara Białka. Parafia zarządza czterema kościołami – Wniebowzięcia NMP w Lubawce, św. Anny w Lubawce, św. Krzysztofa na Podlesiu (Ulanowice) oraz św. Mateusza w Starej Białce. Ponadto do dyspozycji ma kaplicę w Błażkowej.
W 2023 roku, podczas świąt Bożego Narodzenia parafia po raz pierwszy przygotowali żywą szopkę. W inscenizacji wykorzystane zostały figury świętej rodziny oraz żywe zwierzęta (kozy, owce, króliki).

## Odpust
Z uwagi na małą odległość od Sanktuarium w Krzeszowie, gdzie mają miejsce doroczne obchody Wielkiego Odpustu Krzeszowskiego w Uroczystość Wniebowzięcia NMP (15 sierpnia), biskup legnicki Tadeusz Rybak zdecydował o przeniesieniu odpustu parafialnego w Lubawce z wyżej wymienionego dnia, na dzień 24 maja – wspomnienie NMP Wspomożenia Wiernych.

## Obiekty sakralne na terenie parafii
- Kościół ewangelicki przy ul. Wojska Polskiego – wzniesiony w 1849 r. Po wojnie nieużytkowany, przejęty przez zakład "Gambit" na magazyn. W latach 1977–1979 adaptowany na salę gimnastyczną. W czasie adaptacji zdjęto z wieży hełm.
- Zespół kalwaryjny na Świętej Górze.

## Cmentarz
Na terenie parafii znajduje się Cmentarz Komunalny z kaplicą cmentarną, którymi zarządza Zakład Gospodarki Miejskiej w Lubawce. Pod zarządem parafii znajduje się mały, parafialny cmentarz w Starej Białce, znajdujący się blisko kościoła, otoczony przez kamienny mur obronny z zachowanymi strzelnicami, rozdzielony bramą restaurowaną w 1884 r. Dawniej rolę kościoła cmentarnego pełniła świątynia pw. Świętej Anny, wokół której była zlokalizowana dawna nekropolia. 

## Obszar parafii
Miejscowości należące do parafii: Błażkowa, Bukówka, Lubawka, Szczepanów, Stara Białka.

## Proboszczowie

### przed 1945 r. (lista niepełna)
- ks. Joseph Jung - ust. 13.11.1836[11]
- ks. Joseph Ullrich - ust. 12.11.1868[12]
- ks. Ferdinand Better - ust. 18.10.1883[13]
- ks. Ernst Stehlik - ust. 1.07.1918[14]
- ks. Emil Hahn - ust. 17.03.1927[15]

### po 1945 r.[16]
- 1. ks. Bronisław Wojtara 1945–1951
- 2. ks. Mieczysław Krzemiński 1951–1953
- 3. ks. Bronisław Pachołek 1953–1977
- 4. ks. Edmund Balasiński 1977–1979
- 5. ks. Eryk Hober 1979–1990
- 6. ks. Stefan Gudzowski 1990–1991
- 7. ks. Józef Czekański 1991–2023
- 8. ks. Tomasz Aszurkiewicz 2023 –

## Powołania duchowne po 1945 r.
- ks. Włodzimierz Gucwa
- ks. Sławomir Dębowiak
- ks. Andrzej Olejnik
- o. Grzegorz Mazur
- br. Aleksander Bugański OFMConv

## Liczba wiernych parafii
- 1952 r. – 6000[17]
- 1959 r. – 5400[18]
- 1971 r. – 7344[3]
- 1979 r. – 8000[19]
- 1992 r. – 8150[20]
- 1997 r. – 8150[21]
- 2002 r. – 7838[8]
- 2017 r. – 6798[22]

## Wspólnoty parafialne
- Bractwo św. Józefa
- Liturgiczna Służba Ołtarza
- Wspólnota Żywego Różańca
- Rada parafialna
- Krąg Biblijny